# Aoplus rubellator
Aoplus rubellator là một loài tò vò trong họ Ichneumonidae.